# Sajówka
Sajówka – wieś w Polsce, położona w województwie lubelskim, w powiecie bialskim, w gminie Sławatycze.
W latach 1975–1998 wieś administracyjnie należała do województwa bialskopodlaskiego.
Wieś jest sołectwem w gminie Sławatycze. Według Narodowego Spisu Powszechnego z roku 2011 wieś liczyła 107 mieszkańców.
Wierni Kościoła rzymskokatolickiego należą do parafii Matki Bożej Różańcowej w Sławatyczach. Wyznawcy prawosławia należą do parafii św. Anny w Międzylesiu.

## Części wsi
| SIMC    | Nazwa     | Rodzaj    |
| ------- | --------- | --------- |
| 0019666 | Ostatki   | część wsi |
| 0019672 | Szklarowe | część wsi |